# إيلين جونسون
إيلين جونسون (بالإنجليزية: Ellen Johnson)‏ هي ناشِطة أمريكية، ولدت في 1955 في الولايات المتحدة.